# Blanktjärnen (Hotagens socken, Jämtland, 710376-144322)
Blanktjärnen är en sjö i Krokoms kommun i Jämtland och ingår i Indalsälvens huvudavrinningsområde. Sjön har en area på 0,0843 kvadratkilometer och ligger 746,2 meter över havet. Blanktjärnen ligger i Gråberget-Hotagsfjällen Natura 2000-område. Vid provfiske har öring fångats i sjön.

## Delavrinningsområde
Blanktjärnen ingår i det delavrinningsområde (710190-144290) som SMHI kallar för Inloppet i Häbbersvattnet. Medelhöjden är 712 meter över havet och ytan är 9,21 kvadratkilometer. Det finns ett avrinningsområde uppströms, och räknas det in blir den ackumulerade arean 12,29 kvadratkilometer. Foskvattsån som avvattnar avrinningsområdet har biflödesordning 3, vilket innebär att vattnet flödar genom totalt 3 vattendrag innan det når havet efter 298 kilometer. Avrinningsområdet består mestadels av skog (89 procent). Avrinningsområdet har 0,08 kvadratkilometer vattenytor vilket ger det en sjöprocent på 0,9 procent.